# Зара (тежък крайцер, 1930)
Вижте пояснителната страница за други значения на Зара.
„Зара“ е тежък крайцер, главен кораб от едноименния тип крайцери на Реджия Марина (Италианския Кралски военноморски флот), който служи в началото на Втората световна война. Името на кораба произлиза от италианското име на град Задар (днес в Хърватия).
Построен в корабостроителницата Cantiere navale del Muggiano в Леричи, част от Cantieri Odero Terni-Orlando, корабът влиза в строй в края на 1931 г. Крайцерът участва във военните действия по време на Испанската гражданска война.
През Втората световна война, корабът участва в няколко битки с британския Кралски флот – при Калабрия, при нос Спада, операция Хатс и др. Последното сражение на кораба е битката при нос Матапан, където е тежко повреден от артилерийския огън на британските линейни кораби „Уорспайт“ (HMS Warspite (03)), „Валиант“ (HMS Valiant (02)) и „Баръм“ (HMS Barham (04)), а на 29 март 1941 г. е потопен с торпедо на английския разрушител HMS Jervis (G00) в точката с координати 35°21′ с. ш. 20°57′ и. д. / 35.35° с. ш. 20.95° и. д..

## Коментари
1. ↑  Всички данни са към юни 1940 г.